# گمینا زاتوره
گمینا زاتوره (به لهستانی:  Gmina Zatory) یک گمینا در لهستان است که در شهرستان پووتوسک واقع شده‌است. گمینا زاتوره ۱۲۱٫۶۲ کیلومتر مربع مساحت و ۴٬۷۵۰ نفر جمعیت دارد.